# 평택마이스터고등학교
평택마이스터고등학교(平澤마이스터高等學校)는 대한민국 경기도 평택시 비전동에 있는 공립 고등학교이다.

## 학교 연혁
- 1947년 10월 23일 : 평택중학교 설립인가
- 1952년 7월 9일 : 평택고등학교 설립인가
- 1966년 1월 15일 : 평택종합고등학교로 개편
- 1974년 3월 1일 : 평택공업고등학교로 개편
- 1978년 3월 1일 : 평택기계공업고등학교로 교명 변경
- 2009년 7월 13일 : 한국형 마이스터고 지정
- 2010년 3월 1일 : 마이스터 1기생 160명 입학
- 2019년 4월 3일 : 2019년 경기도 기능경기대회 주관학교
- 2022년 3월 1일 : 평택마이스터고등학교로 교명 변경
- 2022년 3월 1일 : 제21대 조영수 교장 취임
- 2024년 1월 5일 : 제70회 마이스터 12기생 154명 졸업(총 19,108명)
- 2024년 3월 4일 : 마이스터 15기 신입생 147명 입학

## 설치 학과
- 전기전자과
- 정밀기계과
- 전기전자제어과
- 스마트자동화과
- 금형설계과
- 스마트자동화과

## 참고 자료
- 평택마이스터고등학교 - 한국교육학술정보원 학교알리미